# Llançament de pes

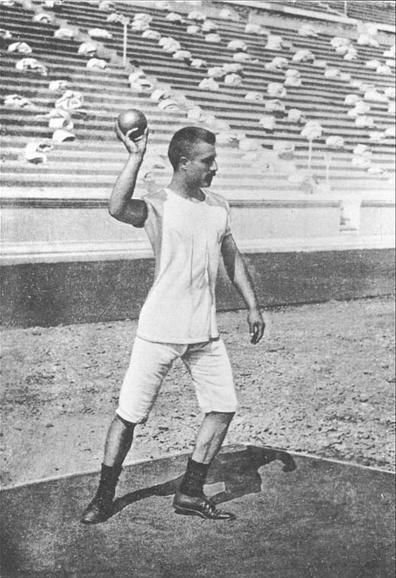
Llançament de pes als Jocs Olímpics de 1896

El llançament de pes és una prova d'atletisme, que consisteix a propulsar una sòlida bola de metall a través de l'aire a la màxima distància. La massa de la bola és de 7,26 kg en homes i de 4 kg en dones per a categories adultes.

## Història
Homer esmenta competicions de llançament de pedres per part de soldats durant la guerra de Troia, però no hi ha constància de llançaments de pesos morts en competicions gregues. Les primeres evidències de proves de llançaments de pedra van ser a les Terres altes d'Escòcia i es remunten aproximadament al primer segle. Al segle xvi, el rei Enric VIII d'Anglaterra va destacar per la seva destresa en competicions judicials de llançament de pes i martell.
Les primeres proves semblants al llançament de pes modern van tenir lloc, probablement, a l'edat mitjana, quan els soldats feien competicions en què llançaven boles de canó. Les competicions de llançament de pes es van registrar per primera vegada a Escòcia a principis del segle xix i formaven part del Campionat Amateurs Britànics a partir del 1866.

## Tècnica
L'acció en el llançament està circumscrita a un cercle de 2,13 m de diàmetre. Aquest cercle està dividit en dues meitats, una orientada cap a la fossa on ha de caure la bola i l'altra cap al costat oposat on hi ha una zona de caiguda limitada per dues rectes amb un angle de 40°. En la primera fase de la prova, l'atleta subjecta el pes amb els dits de la mà de llançar contra el seu muscle, posant la bola sota la barbeta. El competidor llavors es desplaça dins del cercle en una postura semi-ajupida, adquirint velocitat. A l'arribar al costat oposat del cercle, estira el braç de llançar sobtadament i empeny el pes cap a l'aire en la direcció adequada. El pes s'empeny, no es llança. L'embranzida es fa des del muscle amb un sol braç i no es pot dur el pes darrere del muscle.
Cada competidor té dret a tres llançaments i els vuit millors passen a la següent ronda d'altres tres llançaments per competidor. Si els competidors fossin menys de vuit cadascun tindrà fins a sis intents; si són més, tres intents. Es decideix el guanyador segons la marca del millor llançament, la qual s'amida des del límit intern del cercle fins al lloc on cau la bola. En cas d'empat es pren en compte el segon millor llançament. Si el llançador surt del cercle per la meitat frontal el llançament és considerat nul.
Segons l'edat i si s'és de categoria masculina o femenina la bola té un pes diferent:
| Categoria | Homes    | Dones |
| --------- | -------- | ----- |
| Sènior    | 7.260 kg | 4 kg  |
| Junior    | 6 kg     | 4 kg  |
| Cadet     | 5 kg     | 3 kg  |

## Rècords del món
- Actualitzat a 17 de març de 2024[5][6]

| Tipus         | Atleta             | Marca | Lloc             | Data               |
| Homes         | Homes              | Homes | Homes            | Homes              |
| ------------- | ------------------ | ----- | ---------------- | ------------------ |
| Aire lliure   | Ryan Crouser       | 23.56 | Los Angeles, USA | 27 de maig de 2023 |
| Pista coberta | Ryan Crouser       | 23.51 | Glasgow, Escòcia | 1 de març de 2024  |
| Dones         |                    |       |                  |                    |
| Aire lliure   | Natalya Lisovskaya | 22.63 | Moscou, URSS     | 7 juny 1987        |
| Pista coberta | Helena Fibingerová | 22.50 | Jablonec, CZE    | 19 febrer 1977     |

## Rècords continentals
- Actualitzat a 17 de març de 2024[7][8]

| Continent                         | Homes | Homes                  | Homes        | Dones | Dones              | Dones           |
| Continent                         | Marca | Atleta                 | Nació        | Marca | Atleta             | Nació           |
| --------------------------------- | ----- | ---------------------- | ------------ | ----- | ------------------ | --------------- |
| Àfrica                            | 21.97 | Janus Robberts         | Sud-àfrica   | 18.43 | Vivian Chukwuemeka | Nigèria         |
| Àsia                              | 21.77 | Tajinderpal Singh Toor | Índia        | 21.76 | Meisu Li           | R.P. de la Xina |
| Amèrica del Nord, Central i Carib | 23.56 | Ryan Crouser           | Estats Units | 20.96 | Belsy Laza         | Cuba            |
| Amèrica del Sud                   | 22.61 | Darlan Romani          | Brasil       | 19.30 | Elisângela Adriano | Brasil          |
| Europa                            | 23.06 | Ulf Timmermann         | RDA          | 22.63 | Natalya Lisovskaya | Unió Soviètica  |
| Oceania                           | 22.90 | Tomas Walsh            | Nova Zelanda | 21.24 | Valerie Adams      | Nova Zelanda    |

## Atletes amb millors marques mundials
- Actualitzat a 17 de març de 2024

### Millors marques masculines
Les 10 millors marques masculines de tots els temps són:
| Ranking | Marca | Atleta            | País         | Data                  | Lloc        | Ref.   |
| ------- | ----- | ----------------- | ------------ | --------------------- | ----------- | ------ |
| 1.      | 23,56 | Ryan Crouser      | Estats Units | 27 de maig de 2023    | Los Angeles | [ 10 ] |
| 2.      | 23,23 | Joe Kovacs        | Estats Units | 7 de setembre de 2022 | Zúric       | [ 11 ] |
| 3.      | 23,12 | Randy Barnes      | Estats Units | 20 de maig de 1990    | Westwood    | [ 12 ] |
| 4.      | 23,06 | Ulf Timmerman     | RDA          | 22 de maig de 1988    | Hanià       |        |
| 5.      | 22,91 | Alessandro Andrei | Itàlia       | 12 d'agost de 1987    | Viareggio   |        |
| 6.      | 22.90 | Tomas Walsh       | Nova Zelanda | 5 d'octubre de 2019   | Doha        | [ 13 ] |
| 7       | 22.86 | Brian Oldfield    | Estats Units | 10 de maig de 1975    | El Paso     |        |
| 8       | 22.75 | Werner Günthör    | Suïssa       | 23 d'agost de 1988    | Berna       |        |
| 9       | 22.67 | Kevin Toth        | Estats Units | 19 d'abril de 2003    | Lawrence    |        |
| 10      | 22.64 | Udo Beyer         | RDA          | 20 d'agost de 1986    | Berlín      |        |

### Millors marques femenines
Les millors marques femenines de tots els temps són:
| Pos. | Marca | Atleta             | País            | Data                | Lloc         | Ref. |
| ---- | ----- | ------------------ | --------------- | ------------------- | ------------ | ---- |
| 1.   | 22,63 | Natalya Lisovskaya | Unió Soviètica  | 7 de juny de 1987   | Moscou       |      |
| 2.   | 22,45 | Ilona Briesenick   | RDA             | 11 de maig de 1980  | Potsdam      |      |
| 3.   | 22,32 | Helena Fibingerová | Txecoslovàquia  | 20 d'agost de 1977  | Nitra        |      |
| 4.   | 22,19 | Claudia Losch      | RFA             | 23 d'agost de 1987  | Hainfeld     |      |
| 5.   | 21,89 | Ivanka Khristova   | Bulgària        | 4 de juliol de 1976 | Belmeken     |      |
| 6.   | 21,86 | Marianne Adam      | RDA             | 23 de juny de 1979  | Leipzig      |      |
| 7.   | 21,76 | Meisu Li           | R.P. de la Xina | 23 d'abril de 1988  | Shijiazhuang |      |
| 8.   | 21,73 | Natalya Akhrimenko | Unió Soviètica  | 21 de maig de 1988  | Leselidze    |      |
| 9.   | 21,69 | Vita Pavlysh       | Ucraïna         | 20 d'agost de 1998  | Budapest     |      |
| 10.  | 21,66 | Xinmei Sui         | R.P. de la Xina | 9 de juny de 1990   | Pequín       |      |

## Medallistes Olímpics

### Medallistes masculins
| Edició               | Or                | Plata              | Bronze               |
| 1896 Atenes          | Robert Garrett    | Miltiades Gouskos  | Georgios Papasideris |
| 1900 París           | Richard Sheldon   | Josiah McCracken   | Robert Garrett       |
| 1904 St. Louis       | Ralph Rose        | Wesley Coe         | Lawrence Feuerbach   |
| 1908 Londres         | Ralph Rose        | Denis Horgan       | John Garrels         |
| 1912 Estocolm        | Patrick McDonald  | Ralph Rose         | Lawrence Whitney     |
| 1920 Anvers          | Ville Pörhölä     | Elmer Niklander    | Harry Liversedge     |
| 1924 París           | Clarence Houser   | Glenn Hartranft    | Ralph Hills          |
| 1928 Amsterdam       | John Kuck         | Herman Brix        | Emil Hirschfeld      |
| 1932 Los Angeles     | Leo Sexton        | Harlow Rothert     | František Douda      |
| 1936 Berlín          | Hans Woellke      | Sulo Bärlund       | Gerhard Stöck        |
| 1948 Londres         | Wilbur Thompson   | Jim Delaney        | Jim Fuchs            |
| 1952 Hèlsinki        | Parry O'Brien     | Darrow Hooper      | Jim Fuchs            |
| 1956 Melbourne       | Parry O'Brien     | Bill Nieder        | Jiří Skobla          |
| 1960 Roma            | Bill Nieder       | Parry O'Brien      | Dallas Long          |
| 1964 Tòquio          | Dallas Long       | Randy Matson       | Vilmos Varjú         |
| 1968 Ciutat de Mèxic | Randy Matson      | George Woods       | Eduard Gushchin      |
| 1972 Múnic           | Władysław Komar   | George Woods       | Hartmut Briesenick   |
| 1976 Mont-real       | Udo Beyer         | Yevgeny Mironov    | A. Baryshnikov       |
| 1980 Moscou          | Vladimir Kiselyov | A. Baryshnikov     | Udo Beyer            |
| 1984 Los Angeles     | Alessandro Andrei | Michael Carter     | Dave Laut            |
| 1988 Seül            | Ulf Timmermann    | Randy Barnes       | Werner Günthör       |
| 1992 Barcelona       | Mike Stulce       | Jim Doehring       | Vyacheslav Lykho     |
| 1996 Atlanta         | Randy Barnes      | John Godina        | Oleksandr Bagach     |
| 2000 Sydney          | Arsi Harju        | Adam Nelson        | John Godina          |
| 2004 Atenes          | Adam Nelson       | Joachim Olsen      | Manuel Martinez      |
| 2008 Pequín          | Tomasz Majewski   | Christian Cantwell | Andrei Mikhnevich    |
| 2012 Londres         | Tomasz Majewski   | David Storl        | Reese Hoffa          |
| 2016 Rio             | Ryan Crouser      | Joe Kovacs         | Tomas Walsh          |
| 2020 Tòquio          | Ryan Crouser      | Joe Kovacs         | Tomas Walsh          |

### Medallistes femenines
| Edició               | Or                   | Plata               | Bronze              |
| 1948 Londres         | Micheline Ostermeyer | Amelia Piccinini    | Ina Schäffer        |
| 1952 Hèlsinki        | Galina Zybina        | Marianne Werner     | Klavdiya Tochenova  |
| 1956 Melbourne       | Tamara Tyshkevich    | Galina Zybina       | Marianne Werner     |
| 1960 Roma            | Tamara Press         | Johanna Lüttge      | Earlene Brown       |
| 1964 Tòquio          | Tamara Press         | Renate Culmberger   | Galina Zybina       |
| 1968 Ciutat de Mèxic | Margitta Gummel      | Marita Lange        | Nadejda Txijova     |
| 1972 Múnic           | Nadejda Txijova      | Margitta Gummel     | Ivanka Khristova    |
| 1976 Mont-real       | Ivanka Khristova     | Nadejda Txijova     | Helena Fibingerová  |
| 1980 Moscou          | Ilona Slupianek      | S. Krachevskaya     | Margitta Pufe       |
| 1984 Los Angeles     | Claudia Losch        | Mihaela Loghin      | Gael Martin         |
| 1988 Seül            | Natalya Lisovskaya   | Kathrin Neimke      | Li Meisu            |
| 1992 Barcelona       | Svetlana Krivelyova  | Huang Zhihong       | Kathrin Neimke      |
| 1996 Atlanta         | Astrid Kumbernuss    | Sui Xinmei          | Irina Khudoroshkina |
| 2000 Sydney          | Yanina Karolchik     | Larisa Peleshenko   | Astrid Kumbernuss   |
| 2004 Atenes          | Yumileidi Cumbá      | Nadine Kleinert     | Svetlana Krivelyova |
| 2008 Pequín          | Valerie Vili         | Natallia Mikhnevich | Nadzeya Astapchuk   |
| 2012 Londres         | Valerie Adams        | Ievguénia Kolodkó   | Gong Lijiao         |
| 2016 Rio             | Michelle Carter      | Valerie Adams       | Anita Márton        |
| 2020 Tòquio          | Gong Lijiao          | Raven Saunders      | Valerie Adams       |